# Strzępkoząb drobnopory
Strzępkoząb drobnopory (Xylodon raduloides Riebesehl & Langer) – gatunek grzybów z rzędu szczeciniakowców (Hymenochaetaceae).

## Systematyka i nazewnictwo
Pozycja w klasyfikacji według Index Fungorum: Xylodon, Schizoporaceae, Hymenochaetales, Agaricomycetidae, Agaricomycetes, Agaricomycotina, Basidiomycota, Fungi.
Polską nazwę zaproponował Wojewoda w 2003 r., uprzednie to żagiew piłkowana (Błoński 1889) i huba szorstka (Kwieciński 1896). Wszystkie są niespójne z aktualną nazwą naukową.
Ma około 30 synonimów naukowych. Niektóre z nich.
- Hyphodontia radula (Pers.) Langer & Vesterh. 1996
- Schizopora radula (Pers.) Hallenb. 1983

## Występowanie i siedlisko
Występuje na wszystkich kontynentach (zanotowano również jedno wystąpienie na Antarktydzie), a także na wielu wyspach. W. Wojewoda w 2003 r. przytacza kilka stanowisk na terenie Polski wraz z uwagą, że jego rozprzestrzenienie w Polsce jest „prawdopodobnie częste”. Internetowy atlas grzybów z kolei zalicza go do gatunków zagrożonych i wartych objęcia ochroną.
Saprotrof. Występuje w lasach na martwym drewnie: zmurszałych leżących pniach i opadłych gałęziach drzew i krzewów liściastych.